# جينيفر هال
جينيفر هال (بالإنجليزية: Jennifer Hall)‏ هي ممثلة أمريكية، ولدت في 20 أكتوبر 1977 في الولايات المتحدة.

## أعمال

### أفلام
- اعترافات عقلية خطيرة[4]

## وصلات خارجية
- جينيفر هال على موقع IMDb (الإنجليزية)
- جينيفر هال على موقع قاعدة بيانات الفيلم (الإنجليزية)